# HD 155379
HD 155379，又名CD-2512018，SAO 185138、HR 6386，是一颗恒星，视星等为6.54，位于銀經358.98，銀緯8.23，其B1900.0坐标为赤經17h 6m 4.9s，赤緯-25° 8.23′ 53″。